# Raytheon Aircraft Company
Raytheon Aircraft Company é uma divisão da Raytheon que produz aviões.

## Modelos

### Hawker
- Hawker 400XP
- Hawker 850XP
- Hawker 1000
- Hawker 4000
- Hawker Horizon

### Beechcraft
- Bonanza G36
- Baron G58
- King Air C90GT
- King Air B200
- King Air 350
- 1900 Beechliner
- Premier IA

### Militar
- T-1A Jayhawk
- T-6 Texan II
- Havard II trainer
- T-34 Mentor
- C-6 Ute/U-21 Ute
- C-12 Huron